# Vila-rosal
Vila-rosal és una masia que administrativament pertany al municipi de Parets del Vallès (Vallès Oriental) protegida com a bé cultural d'interès local, està envoltada per les poblacions de Lliçà de Vall, Lliçà d'Amunt i Mollet del Vallès..

## Descripció
El conjunt, a més de la masia, té capella i pallissa. La capella, que era es fa servir de cort, té la inscripció de 1679. La teulada de la casa és a dues vessants. La porta és adovellada i les finestres allindades i motllurades. Hi ha una inscripció amb el nom de la casa. Hom creu que hi ha restes d'obra romana als pous de davant de la casa.

## Història
Es guarda documentació de Vila-Rosal des del 878, però es suposa que en el seu origen era una vila romano-imperial anomenada Villa Rodalli. La capella ja existia a la baixa edat mitjana. L'any 1413 s'anomena a tot el conjunt: capella de St. Martí de la Vila-Rosal, i rebé visites fins al segle xvii. L'any 1647 ja es diu simplement Vila-Rosal.
L'any 904 es va fer l'acta de Consagració de Parets on hi apareixen 10 vil·les, i entre elles hi ha els
noms de Villa Luiduiro (actual Torre d'en Malla), Sant Esteve de Breda (Can Pau Moragues) i Villa Reudaldi, és aquí quan deixa de ser vila i passa a formar part del municipi de Parets del Vallès.

## Origen del nom
L'any 878 era anomenada com a Villa Rodalli tal com l'anomenaven els romans, anys més tard al 904 apareix en l'acta de consagració de Parets com a Villa Reudaldi, aquest mot ha anat canviant : Alluri (993), Rodalli
(1044), Villa Rodallus (1044), fins a arribar a l'actual Can Vila-rosal.